# Mielewicze (rejon mostowski)
Mielewicze (biał. Мілявічы; ros. Милевичи) – agromiasteczko na Białorusi, w obwodzie grodzieńskim, w rejonie mostowskim, w sielsowiecie Kuryłowicze, przy drodze republikańskiej . W źródłach spotykana jest także nazwa Milewicze.
W dwudziestoleciu międzywojennym leżały w Polsce, w województwie nowogródzkim, w powiecie słonimskim, do 1 kwietnia 1929 w gminie Kuryłowicze, następnie w gminie Dereczyn. W pobliżu wsi znajdował się obecnie nieistniejący majątek Nowe Mielewicze.